# 9916 Kibirev
A 9916 Kibirev (ideiglenes jelöléssel 1978 TR2) a Naprendszer kisbolygóövében található aszteroida. Nyikolaj Sztyepanovics Csernih fedezte fel 1978. október 3-án.